# نووچلاتکانوو
نووچلاتکانوو (به لاتین: Novochelatkanovo) یک منطقهٔ مسکونی در روسیه است که در باشقیرستان واقع شده‌است.